# Pantech Pocket
De Pantech Pocket is een phablet van de Zuid-Koreaanse fabrikant Pantech. Het toestel wordt geleverd met Android-versie 2.3, ook wel Gingerbread genoemd. De telefoon is alleen verkrijgbaar in het zwart. 
De Pocket heeft een schermdiagonaal van 4 inch en technisch gezien behoort het daarmee niet tot de phablets, maar vanwege de (voor mobiele toestellen) zeer afwijkende beeldverhouding van 4:3 wordt het daar dikwijls tot gerekend. Het toestel gebruikt een singlecore-processor van 1 GHz. De phablet beschikt over één camera aan de achterkant met een resolutie van 5 megapixels. 